# Gloria Lagos Nilsson
Gloria Lagos Nilsson fue una secretaria, detenida por agentes de la DINA el 27 de agosto de 1974. Tenía 28 años a la fecha de la detención, es una de las mujeres detenidas desaparecidas de la dictadura militar en Chile. Al momento de ser detenida estaba embarazada de tres meses y medio.

## Biografía
Gloria Lagos Nilsson nació el 29 de septiembre de 1945, en Porvenir. Al momento de ser detenida el día 26 de agosto de 1974 tenía 28 años y se encontraba embarazada de tres meses y medio. Tenía tres hijos de su primer matrimonio: Héctor de 10 años, Marcela de 8 y Patricio de 6. 
De profesión secretaria, trabajó en La Moneda junto al presidente Salvador Allende durante el Gobierno de la Unidad Popular. Después del golpe militar su casa fue allanada violentamente en dos oportunidades. Dos días antes de su secuestro había presentado en el Comité por la Paz un Recurso de Amparo por Julio Humberto Rodríguez Jorquera, su conviviente, quien había sido detenido. El 27 de agosto de 1974, mismo día que la detuvieron venía de presentar un nuevo Recurso de Amparo. Julio Humberto logra huir ante un descuido de sus aprehensores. Gloria fue detenida por los agentes de la DINA debido a la huida de Julio Humberto Rodríguez, quién luego logró asilarse en una embajada. Ex presos políticos señala que Gloria fue vista última vez en el centro de detención clandestino de la DINA conocido como Cuatro Álamos.

## Proceso judicial en dictadura
El 27 de agosto de 1974 se presentó un recurso de amparo, rol. 1.004. Se interpuso una querella por presunta desgracia el 31 de mayo de 1976, pero todo fue inútil, dado que sus familiares nunca obtuvieron una respuesta.

## Informe Rettig
Familiares de Gloria Lagos Nilsson presentaron su caso ante la Comisión Rettig, Comisión de Verdad que tuvo la misión de calificar casos de detenidos desaparecidos y ejecutados durante la dictadura. Sobre el caso de Gloria, el Informe Rettig señaló que:

“El 26 de agosto de 1974 agentes de la DINA llegaron al domicilio de Gloria Ester LAGOS NILSSON, en Lo Espejo, llevando detenido al conviviente de ésta, militante del MIR, quien logró escapar por una ventana.  
Esa misma noche, los agentes volvieron y detuvieron a Gloria Lagos, de quien no se ha vuelto a saber. 
La Comisión estima que los testimonios de la detención y demás antecedentes del caso son suficientes para llegar a la convicción de que Gloria Ester Lagos desapareció por acción de agentes del Estado quienes violaron así sus derechos humanos”.

## Proceso judicial en democracia
El 18 de marzo del 2014 el ministro de la Corte de Apelaciones de Santiago Leopoldo Llanos dictó condena de primera instancia, en la investigación por el secuestro calificado de Gloria Lagos Nilsson. El magistrado dictó sentencia condenatoria en contra de cuatro exagentes de la Dirección de Inteligencia Nacional (DINA), por su responsabilidad en el delito de Secuestro calificado de Gloria Lagos Nilsson, vista por última vez en el centro de detención clandestino conocido como Cuatro Álamos. El magistrado dictó las condenas de:
Manuel Contreras Sepúlveda: 10 años y un día de presidio. Sin beneficios;
Miguel Krassnoff Martchenko: 10 años y un día de presidio. Sin beneficios;
Orlando Manzo Durán: 10 años y un día de presidio. Sin beneficios, y
Basclay Zapata Reyes: 10 años y un día de presidio. Sin beneficios.
El magistrado pudo establecer los siguientes hechos en el proceso:
"a) "Cuatro Álamos" era un recinto de detención, dependiente de la Dirección de Inteligencia Nacional, que se encontraba al interior del Campamento de Detenidos "Tres Álamos", ubicado en las cercanías de Avenida Vicuña Mackenna con Departamental. Allí llegaban detenidos provenientes de otros recintos de detención clandestinos de la DINA, luego de haber sido interrogados y torturados, en malas condiciones físicas, y permanecían, en calidad de incomunicados, sin ser reconocidos a los familiares ni aún como detenidos. Este centro tenía una serie de celdas pequeñas y una sala grande, la que albergaba a una gran cantidad de prisioneros. Desde este lugar algunos detenidos fueron sacados por equipos operativos de la DINA, sin ser devueltos, teniendo a la fecha la calidad de detenidos desaparecidos.
b) El 26 de agosto de 1974, agentes de la DINA llegaron al domicilio de Gloria Ester Lagos Nilsson, en Lo Espejo y la detuvieron, trasladándola a los recintos clandestinos de detención de dicho organismo, siendo reconocida en José Domingo Cañas y en Cuatro Álamos por testigos, lugar este último desde el cual se pierde todo rastro de ella, sin que hasta la fecha haya tomado contacto con sus familiares, ni realizado gestiones ante organismos del Estado, sin registrar entradas o salidas del país, sin que conste, tampoco, su defunción".
El 10 de noviembre de 2014 la Corte de Apelaciones de Santiago dictó sentencia en la investigación por el secuestro calificado de Gloria Lagos Nilsson, víctima que paso por los centros de detención clandestinos de José Domingo Cañas y Cuatro Álamos. En fallo unánime la Séptima Sala del tribunal de alzada ratificó la sentencia de primera instancia que condenó a: Manuel Contreras Sepúlveda, Miguel Krasnoff Martchenko, Basclay Zapata Reyes y Orlando Manzo Durán, a las penas de 10 años y un día de presidio, por su responsabilidad en el secuestro de la militante del MIR.
El 18 de mayo de 2015 la Corte Suprema confirmó la resolución que ordena al Estado de Chile pagar una indemnización a familiares de Gloria Lagos Nilsson, detenida. En fallo unánime la Sala Penal del máximo tribunal -integrada por los ministros Milton Juica, Hugo Dolmestch, Carlos Künsemüller, Haroldo Brito y el abogado (i) Jean Pierre Matus determinó que un crimen de lesa humanidad cometido por agentes de Estado no prescribe, de acuerdo a las normas del derecho internacional. En el aspecto penal, las defensas de los agentes de la Dirección de Inteligencia Nacional (DINA) Manuel Contreras Sepúlveda, Miguel Krassnoff Martchenko, Basclay Zapata Reyes y Orlando Manzo Durán no presentaron recurso contra la sentencia de la Corte de Apelaciones que los condenó a penas de 10 años y un día de presidio, por el delito de secuestro calificado, por lo que quedaron a firme.